# Machaonia havanensis
Machaonia havanensis är en måreväxtart som först beskrevs av Nikolaus Joseph von Jacquin och Johann Friedrich Gmelin, och fick sitt nu gällande namn av Brother Alain. Machaonia havanensis ingår i släktet Machaonia och familjen måreväxter.
Artens utbredningsområde är Kuba.

## Underarter
Arten delas in i följande underarter:
- M. h. havanensis
- M. h. orientale